# Epilobium fugitivum
Epilobium fugitivum är en dunörtsväxtart som beskrevs av John Earle Raven och Engelhorn. Epilobium fugitivum ingår i släktet dunörter, och familjen dunörtsväxter. Inga underarter finns listade i Catalogue of Life.